# William Gilbert (astronome)
William Gilbert (ou William Gylberde), né le 24 mai 1544, à Colchester, en Angleterre, mort de la peste bubonique le 30 novembre 1603 (10 décembre dans le calendrier grégorien), probablement à Londres est un savant et médecin anglais.
Ce premier médecin de la reine Élisabeth Ire puis de Jacques Ier se révèle un physicien pionnier, un véritable chercheur scientifique qui découvre et publie des lois relatives au magnétisme et à l’électricité.

## Physicien auteur du premier traité cohérent sur le magnétisme
Son premier ouvrage est De Magnete, Magneticisque Corporibus, et de Magno Magnete Tellure (Du magnétisme et des corps magnétiques, et du Grand Aimant Terre) publié en 1600. Dans ce livre, que l'on peut considérer comme le premier livre de physique expérimentale publié en Angleterre, il fait le bilan de près de vingt années d'expériences sur le magnétisme des aimants naturels et artificiels et sur les boussoles. Il a été inspiré par les travaux de Robert Norman.
Dans ce livre qui développe une théorie d'ensemble du magnétisme terrestre tout en puisant dans le vieux savoir des forgerons colchesteriens, le rédacteur remarque avec clarté et finesse :
- les règles d'attraction et de répulsion des aimants par leurs pôles ;
- l'aimantation d'un barreau de fer doux dans un champ magnétique ;
- l'influence de la chaleur sur le magnétisme du fer.

Fondant son hypothèse sur des expériences précises, il propose d'assimiler la Terre à un aimant et conclut que cela est la raison pour laquelle la boussole indique le nord (jusqu'alors, on pensait que c’était l'étoile polaire, ou une grande île magnétique au pôle Nord qui attirait la boussole). Il façonne un gros aimant en forme de boule, la terrella, qui lui sert de modèle réduit de la terre. Les orientations que prend une petite aiguille aimantée à sa surface  correspondent à celles que l'on peut observer sur le globe terrestre.

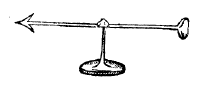
Le « Versorium » de Gilbert, l'électroscope déterminant la présence de charges électriques.

Les philosophes grecs sur la nature rapprochaient l'attraction de la pierre d'aimant d'une autre curieuse attraction, celle due à l’ambre. Frottée, l'ambre attirait des objets légers tels que duvets, fils ou brins de paille.
Gilbert s'intéresse aux différences entre les propriétés de l'ambre frotté et celles de l'aimant. Ainsi l'aimant n'attire que le fer, tandis que l'ambre attire des matériaux très divers.
Gilbert découvre par ailleurs que de nombreux matériaux autres que l'ambre peuvent acquérir par frottement cette propriété d'attirer des corps légers. Il donne une liste de ces corps, et pour désigner la propriété qu'ils partagent avec l'ambre – elektron en grec – il forge l'adjectif électrique.
C'est pour avoir distingué propriétés électriques et magnétiques que Gilbert peut être qualifié de « père de l'électricité moderne » par le savant anglais Joseph Priestley dans son Histoire de l'électricité (1767). C'est en effet l'étude des corps « électriques » menée par Gilbert qui constitue la base sur lesquelles s'appuieront au début du XVIIIe siècle les grands « électriciens » comme Hauksbee, Gray ou du Fay.
Bien que les Chinois aient découvert les premiers le magnétisme terrestre, il revient à William Gilbert, physicien et médecin de la reine Élisabeth d'Angleterre au XVIe siècle d'avoir compris que si l'aiguille aimantée d'une boussole pointe invariablement vers le nord, c'est qu'il y a quelque chose, une sorte d'aimant placé au centre de la terre et qu'il devient possible de calculer la direction et le champ magnétique en tout point de la surface du globe.
Une unité de force magnétique est appelée le gilbert (en) en son honneur.

### Œuvres
- De magnete (1600), trad. an. P. Fleury Mottelay, Basic Books, 1958.
- De Mundo nostro sublunari philosophia nova, opus posthumum (1651).

### Études
- Edgar Zilsel, "The Origins of William Gilbert's Scientific Method", Journal of the History of Ideas, 2 (January 1941), p. 1-32.
- (en) Sydney Chapman, « William Gilbert and the Science of his Time », Nature,‎ 29 juillet 1944 (DOI 10.1038/154132a0)
- (en) Walter Langdon-Brown, « William Gilbert: His Place in the Medical World », Nature,‎ 29 juillet 1944 (DOI 10.1038/154136a0)
- Steven P. Pumfrey, William Gilbert's Magnetical Philosophy, 1580-1684. The Creation and Dissolution of a Discipline, PhD Thesis, University of London, Warburg Institute, 1987.
- John Henry, "Animism and Empiricism: Copernican Physics and the Origins of William Gilbert's Experimental Method", Journal of the History of Ideas, 62/1, 2001, p. 99-119.